# 什羅卡巴爾卡 (赫爾松區)

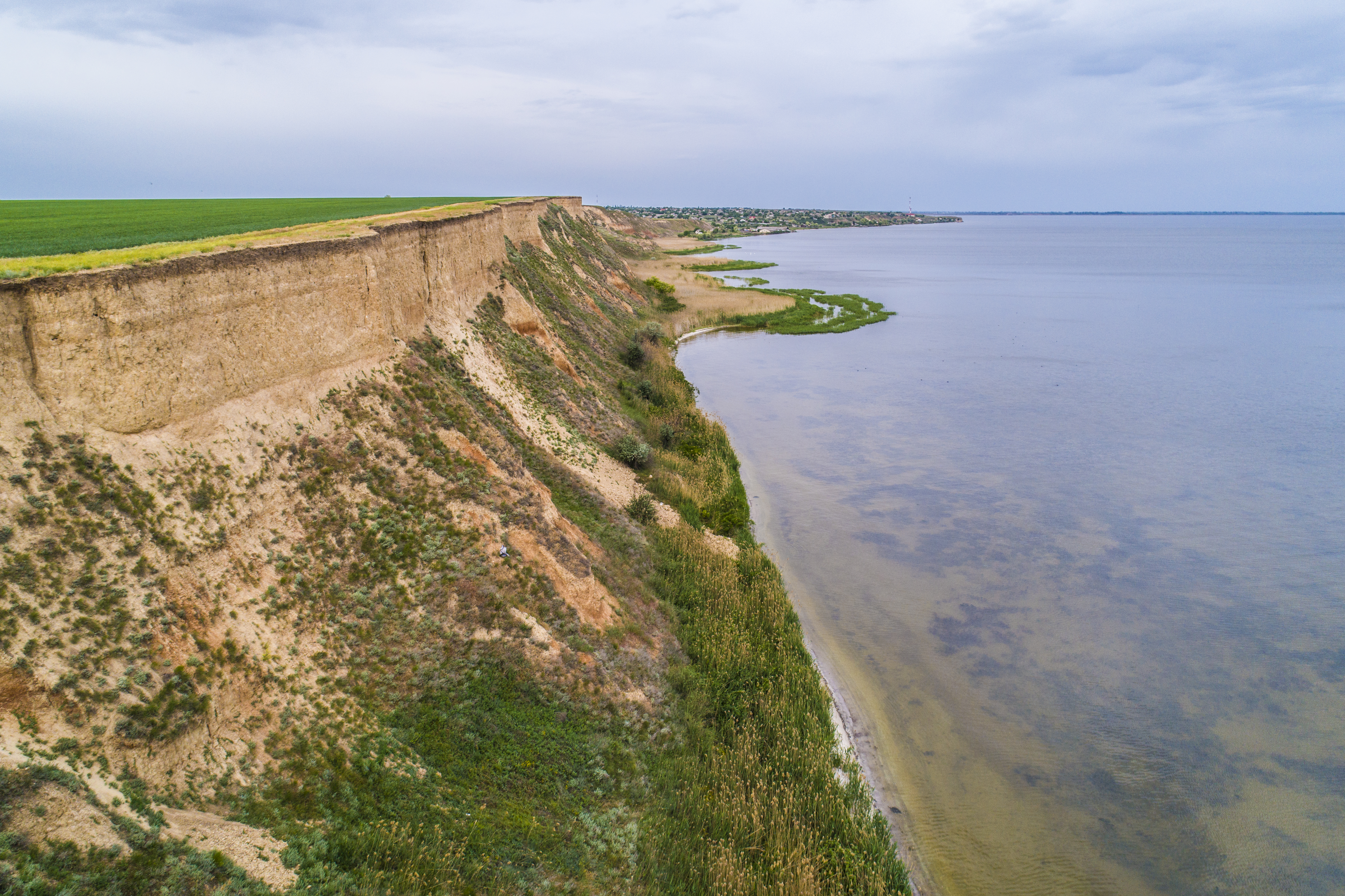
风景

什羅卡巴爾卡（烏克蘭語：Широка Балка），是烏克蘭南部赫爾松州赫尔松区斯坦尼斯拉夫市镇内的村落。始建於1754年，面積5.1平方公里，海拔高度26米，2001年人口2,593，人口密度每平方公里508.3人。